# Espacio marino del Roque de la Playa
Espacio marino del Roque de la Playa este o arie protejată (arie de protecție specială avifaunistică — SPA) din Spania întinsă pe o suprafață de 189,25 ha, integral marine.

## Localizare
Centrul sitului Espacio marino del Roque de la Playa este situat la coordonatele 28°26′39″N 16°29′06″W / 28.4442°N 16.4849°V.

## Înființare
Situl Espacio marino del Roque de la Playa a fost declarat arie de protecție specială avifaunistică în iulie 2014 pentru a proteja 6 specii de animale.

## Biodiversitate
Situată în ecoregiunile  și marină macaroneziană, aria protejată nu include niciun habitat protejat.
La baza desemnării sitului se află mai multe specii protejate de  păsări (6): Bulweria bulwerii, Calonectris diomedea, Hydrobates castro, Puffinus assimilis, chiră de baltă (Sterna hirundo), chiră de mare (Thalasseus sandvicensis).
Pe lângă speciile protejate, pe teritoriul sitului au mai fost identificate 2 specii de păsări.